# Kay Hoff

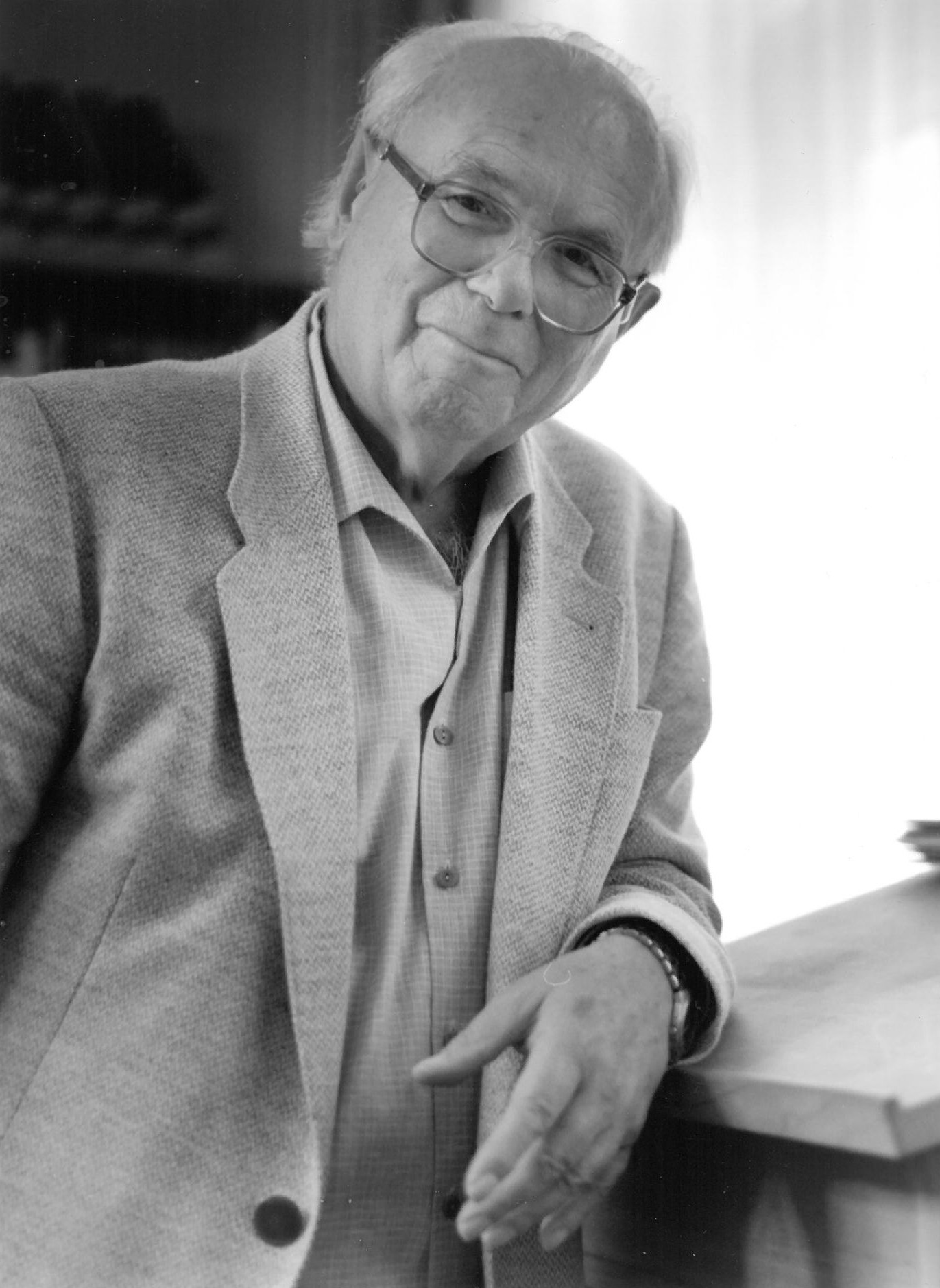
Kay Hoff bei einem Vortrag (um 2006)

Kay Hoff (* 15. August 1924 in Neustadt in Holstein als Adolf Max Hoff; † 26. März 2018 in Berlin) war ein deutscher Schriftsteller.

## Leben
Kay Hoff war der Sohn eines Weinhändlers. Nach dem Besuch der Johann-Heinrich-Voß-Schule in Eutin, an der er 1942 das Abitur machte, meldete sich Hoff freiwillig zur Wehrmacht. 1945 geriet er in sowjetische Kriegsgefangenschaft. Nach seiner Entlassung studierte er von 1945 bis 1949 an der Universität Kiel Psychologie, Germanistik und Kunstwissenschaft. Er beendete dieses Studium mit der Promotion zum Doktor der Philosophie.
Von 1950 bis 1952 arbeitete Hoff als Bibliothekar in Düsseldorf. Anschließend war er als freier Journalist und freier Schriftsteller tätig. Von 1958 bis 1967 gehörte er der Redaktion der Zeitschrift Neues Rheinland an und von 1965 bis 1972 war er Mitinhaber des Guido Hildebrandt Verlags in Duisburg. Von 1970 bis 1973 hielt er sich in Israel auf und leitete das Kulturzentrum der Deutschen Botschaft in Tel-Aviv. Anschließend lebte er wieder als freier Schriftsteller in Deutschland. Nach Aufenthalten in Berlin, Amelinghausen und Lübeck lebte er seit 2006 wieder in Berlin.
Kay Hoffs Werk umfasst Erzählungen, Romane, Gedichte, Hörspiele und Radio-Features. Vorherrschendes Thema ist dabei die Bewältigung eines nachträglich als Schuld empfundenen Mitläufertums im „Dritten Reich“, dessen Bedingungen in Hoffs erfolgreichstem Roman Bödelstedt oder Würstchen bürgerlich aufgezeigt werden. In seiner Lyrik bediente Hoff sich eines stark verknappten Stils, um seinen häufig von Melancholie geprägten Gedanken unmittelbaren Ausdruck zu verleihen.
Seinen literarischen Nachlass hat Hoff seiner Geburtsstadt geschenkt. Die Unterlagen wurden im Auftrag der Stadt Neustadt wissenschaftlich bearbeitet; sie sind in der dortigen Stadtbücherei öffentlich zugänglich. Kay Hoffs literarischer Nachlass umfasst 524 Kanzleimappen mit etwa 80.000 Blatt Papier, Recherchematerialien und Tonträger sowie Anthologiebände.
Kay Hoff war seit 1969 Mitglied des P.E.N.

## Kay-Hoff-Preis für Literatur und Sprache
Am 10. August 2021 wurde in einer Feierstunde in der Stadtbücherei Neustadt ein Literaturpreis ausgelobt, der den Namen von Kay Hoff trägt. Der „Kay-Hoff-Preis für Literatur und Sprache“ soll nach dem Willen des Autors ab 2022 alle drei Jahre für herausragende Leistungen auf dem Gebiet der Literatur an fünf junge Schriftsteller vergeben werden; er ist mit je 10.000 Euro dotiert. Über die Vergabe entscheidet eine Jury unter fachlicher Mitwirkung der Christian-Albrechts-Universität zu Kiel. Er kann an Einzelpersonen und Gruppen vergeben werden, die herausragende Leistungen auf dem Gebiet der Literatur und Sprache erbracht haben. Auch die Auszeichnung für das Lebenswerk einer Person ist möglich. Anlass für die Feierstunde war die Verfügbarkeit des literarischen Werks von Kay Hoff in digitaler Form.
Der Preis wurde am 15. August 2022 erstmals verliehen; Preisträger ist Christopher Ecker. Der Jury gehörten die Lyrikerin Doris Runge, der Literaturwissenschaftler Jürgen H. Köpp und der Professor für Germanistik und Philosophie an der Universität Kiel Ralf-Henning Steinmetz an.

## Auszeichnungen und Ehrungen
- 1952 1. Lyrik-Preis im Wettbewerb junger Autoren des Landes Schleswig-Holstein
- 1957 2. Preis im Funkerzählungs-Wettbewerb des Süddeutschen Rundfunks
- 1960 Förderpreis des Landes Nordrhein-Westfalen für junge Künstlerinnen und Künstler in der Sparte „Dichtung, Schriftstellerei“
- 1965 Ernst-Reuter-Preis
- 1968 Georg-Mackensen-Literaturpreis
- 1994 Ehrengast der Villa Massimo in Rom

## Werke
- Die Wandlung des dichterischen Selbstverständnisses in der ersten Hälfte des 18. Jahrhunderts, Kiel 1949
- In Babel zuhaus, Stierstadt im Taunus 1958
- Zeitzeichen, Düsseldorf u. a. 1962
- Die Chance, Hamburg 1965
- Skeptische Psalmen, Duisburg 1965 (Radierungen: Friederich Werthmann)
- Bödelstedt oder Würstchen bürgerlich, Hamburg 1966
- Mit viel schönen Reden, Radiofeature, Hamburg 1966[7]
- Ein ehrlicher Mensch, Hamburg 1967
- Eine Geschichte, Krefeld 1968
- Netzwerk, Hamburg 1969
- Drei, Stuttgart 1970
- Zwischenzeilen, Darmstadt 1970
- Wir reisen nach Jerusalem, Düsseldorf 1976
- Bestandsaufnahme, Düsseldorf 1977
- Hörte ich recht?, Freiburg u. a. 1980
- Gegen den Stundenschlag, Düsseldorf 1982
- Janus, Düsseldorf 1984
- Zur Zeit, Stuttgart 1987
- Zeit-Gewinn, Düsseldorf 1989
- Frühe Gedichte, Krefeld 1994
- Voreheliche Gespräche oder Im goldenen Schnitt, Siegen 1996
- Zur Neige, Krefeld 1999
- Der Kopf in der Schlinge, Kiel 2000
- Gesammelte Werke in Einzelausgaben, Siegen: Carl Böschen Verlag
  1. Bödelstedt oder Würstchen bürgerlich, 2002
  2. Ein ehrlicher Mensch, 2003
  3. Drei, 2003
  4. Wir reisen nach Jerusalem, 2003
  5. Janus, 2003
  6. Voreheliche Gespräche oder Im goldenen Schnitt, 2003
  7. Der Kopf in der Schlinge, 2003
  8. Erzählungen und autobiographische Prosa, 2005
  9. Gedichte, 2004
  10. Hörspiele, Hörbilder und Funk-Features
    1. Hörspiele, 2005
    2. Hörbilder und Funk-Features, 2005
- Reminiszenzen, Siegen 2006